# Hans von Dardel
Hans Ludvig von Dardel, född den 14 november 1857 i Stockholm, död den 18 mars 1932 i  Örebro, var en svensk militär. Han var son till Fritz von Dardel.
von Dardel blev underlöjtnant vid Svea livgarde 1878, löjtnant där 1883, kapten där 1896 och major där 1903. Hanbefordrades till överstelöjtnant vid Karlskrona grenadjärregemente 1906 och till överste i armén och tillförordnad chef för Livregementets grenadjärer 1910. von Dardel var överste och sekundchef där 1911–1917 och därjämte chef för 8. infanteribrigaden 1916–1917. Han utgav President S.A. Leijonhufvuds minnesanteckningar (1919) och Fältmarskalk von Stedingks tidigare levnadsöden (1922). von Dardel blev riddare av Svärdsorden 1899, kommendör av andra klassen av samma orden och kommendör av första klassen 1917.